# Il trionfo d'amore
(Il trionfo d'amore, atto primo, scena prima)
Il trionfo d'amore è un'opera teatrale in versi di Giuseppe Giacosa. Venne rappresentata per la prima volta al Teatro Gerbino di Torino il 30 aprile 1875, dalla compagnia Bellotti-Bon.
Il lavoro è dedicato «a mio fratello Piero».

## Trama
La vicenda ha luogo in un castello degli Alteno in Valle d'Aosta, nel XIV secolo.

### Atto primo
Diana è una nobildonna bellissima ma altera, che disdegna l'amore, memore dell'esperienza dolorosa dell'abbandono vissuta da una sorella. Ella sarebbe disposta, per garantire la continuità della casata, a concedere se stessa e ogni suo potere e diritto, ma solo ad un valoroso che sappia anche dimostrare la propria intelligenza risolvendo tre difficili enigmi. Ugo si sottopone alla prova, consapevole che la pena in caso di fallimento sarà la prigione, e risolve con facilità i tre enigmi (il pensiero è «quel falco che corre veloce e non move», l'aratro è «un'arma spregiata, ma nobile e tersa, che incide assai piaghe, ma sangue non versa», l'occhio è «la perla che moto, splendore a sé dona»).
Diana si sottomette a Ugo: rispetterà il patto ma non intende donargli il proprio affetto («Gli affetti dell'anima son franchi. Il core è mio»). Ugo le offre la possibilità di riscattarsi risolvendo un altro enigma, ma Diana non sa indicare qual è «il fior più ricco di veleno e di miel». Ugo, tuttavia, è disgustato dall'alterigia di Diana, e decide di restituirle ugualmente la libertà: gli basta l'orgoglio di averla vinta. Ugo parte tra l'ira dei cortigiani di Diana, che non gradiscono il disprezzo che dimostra per la loro signora.

### Atto secondo
È trascorso un anno. Diana ha vissuto triste ed accigliata dal giorno dell'offesa subita da Ugo. Gerberto la biasima, perché sa che la sua è solo una grande superbia e non vuole riconoscere di essere innamorata di Ugo.
Al castello si presenta un pellegrino, che chiede e ottiene ospitalità. Il pellegrino suscita il malumore di Diana raccontandole di avere incontrato lungo il cammino un corteo che si recava alle nozze tra Ugo e una giovane contessa. Rimasto solo con Gerberto, il pellegrino mostra la sua vera identità: si tratta dello stesso Ugo, che ha inutilmente cercato di dimenticare Diana e ora la vuole assolutamente rivedere. La notizia delle nozze è falsa, inventata per studiare la reazione di Diana.
Gerberto incoraggia Ugo, che quando ha occasione di parlare con Diana ne tocca il cuore raccontandole la storia di una dama altezzosa, disprezzata per avere causato la morte di due fratelli che lottavano per conquistarne l'amore. Quando i sentimenti di Diana sono ormai chiari Ugo svela la sua identità, e Diana non può che ammettere di amarlo. «Il fior più ricco di veleno e di miel» dell'enigma irrisolto di Ugo è l'amore, alla cui tirannia Diana ha inutilmente cercato di sottrarsi per un anno.